# Nyctemera montana
Nyctemera montana är en fjärilsart som beskrevs av Holloway 1976. Nyctemera montana ingår i släktet Nyctemera och familjen björnspinnare. Inga underarter finns listade i Catalogue of Life.